# Apamea lutosa
Apamea lutosa är en fjärilsart som beskrevs av Andrews 1877. Apamea lutosa ingår i släktet Apamea och familjen nattflyn. Inga underarter finns listade i Catalogue of Life.